# Bambali (Gambia)
Bambali (Schreibvarianten: Bambale und Bombale) ist eine Ortschaft im westafrikanischen Staat Gambia.
Nach einer Berechnung für das Jahr 2013 leben dort etwa 1175 Einwohner, das Ergebnis der letzten veröffentlichten Volkszählung von 1993 betrug 1262.

## Geographie
Bambali liegt in der North Bank Region im Distrikt Upper Baddibu. Der kleine Ort, ungefähr 22 Meter über ü. d. M., liegt in der Nähe der Elephant Island im Gambia-Fluss.